# 伊比波朗
伊比波朗（葡萄牙語：Ibiporã）是巴西巴拉那州的一个市镇。总面积300.187平方公里，总人口47052人，人口密度156.7人/平方公里。